# Dactylella dasguptae
Dactylella dasguptae är en svampart som först beskrevs av S.K. Shome & U. Shome, och fick sitt nu gällande namn av de Hoog & Oorschot 1985. Dactylella dasguptae ingår i släktet Dactylella och familjen vaxskålar.   Inga underarter finns listade i Catalogue of Life.